# Albert Szaad
Albert Szaad (ur. 10 marca 1905, zm. 6 sierpnia 1957 w Warszawie) – podpułkownik dyplomowany artylerii Wojska Polskiego.

## Życiorys
Urodził się w rodzinie Alberta (1866–1949), pułkownika lekarza Wojska Polskiego, i Otolii z Konaszewiczów (1871–1962). Był bratem Jerzego (1907–194?), kapitana saperów inżyniera Wojska Polskiego , Wandy Zieleńskiej (1901–1944) i Ireny Jankowskiej (ur. 1912). 
Po zakończeniu I wojny światowej wrócił z Rosji, ukończył Korpus Kadetów Nr 2 w Modlinie, a następnie został przyjęty do Oficerskiej Szkoły Artylerii w Toruniu. 2 października 1925 Prezydent RP mianował go podporucznikiem ze starszeństwem z 1 lipca 1925 i 41. lokatą w korpusie oficerów artylerii, a minister spraw wojskowych wcielił do 8 Pułku Artylerii Ciężkiej w Toruniu. 15 lipca 1927 został mianowany porucznikiem ze starszeństwem z 1 lipca 1927 i 32. lokatą w korpusie oficerów artylerii. Z dniem 3 listopada 1934 został powołany do Wyższej Szkoły Wojennej w Warszawie, w charakterze słuchacza kursu normalnego 1934/36. 27 czerwca 1935 został mianowany kapitanem ze starszeństwem z 1 stycznia 1935 i 87. lokatą w korpusie oficerów artylerii. W 1936 ukończył kurs, lecz dyplom naukowy oficera dyplomowanego otrzymał dopiero 15 września 1937. W marcu 1939 odbywał staż liniowy na stanowisku dowódcy 1. baterii 14 pułku artylerii lekkiej w Poznaniu. W czasie kampanii wrześniowej pełnił służbę w Oddziale IV Sztabu Armii „Poznań” na stanowisku kierownika referatu zaopatrzenia. Wziął udział w bitwie nad Bzurą, a następnie obronie Warszawy. Po kapitulacji załogi stolicy dostał się do niemieckiej niewoli. Do końca wojny przebywał w Oflagu II C Woldenberg.
Po uwolnieniu z niewoli został przyjęty do ludowego Wojska Polskiego. Pełnił służbę w Sztabie Generalnym . 19 maja 1950 został aresztowany, a 2 listopada 1951 skazany na karę 12 lat pozbawienia wolności. W marcu 1956 jego sprawa został umorzona zgodnie z ówcześnie obowiązującą procedurą. Zrehabilitowany, wyszedł złamany psychicznie i nerwowo. Nie pomogło intensywne leczenie i doskonała opieka lekarska. W chwili depresji targnął się na swoje życie . 10 sierpnia 1957 został pochowany na Cmentarzu Wojskowym na Powązkach „z zachowaniem wszystkich honorów wojskowych”  (kwatera A30-6-8).

## Ordery i odznaczenia
- Krzyż Walecznych[2]
- Złoty Krzyż Zasługi[2]
- Srebrny Krzyż Zasługi[17]